# Bibernell-Rose
Die Bibernell-Rose (Rosa spinosissima L., Syn.: Rosa pimpinellifolia L.), auch Dünenrose, Erdrose, Feldrose, Haferrose, Stachelige Rose, Reichstachelige Rose und Felsen-Rose genannt, ist eine Pflanzenart aus der Gattung Rosen (Rosa) innerhalb der Familie der Rosengewächse (Rosaceae). Sie ist in Eurasien weitverbreitet. Die Bibernell-Rose zählt zu den ältesten Wildrosen-Arten und wird in Europa und Asien auch kultiviert, wobei auch die Kultursorten einen ausgesprochenen Wildcharakter aufweisen. 
Charakteristisch für die Bibernell-Rose sind ihre schwarzen bis purpurschwarzen Früchte.

## Beschreibung

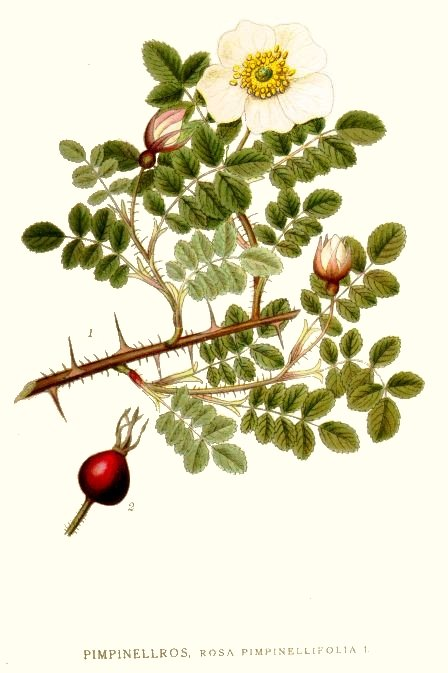
Illustration

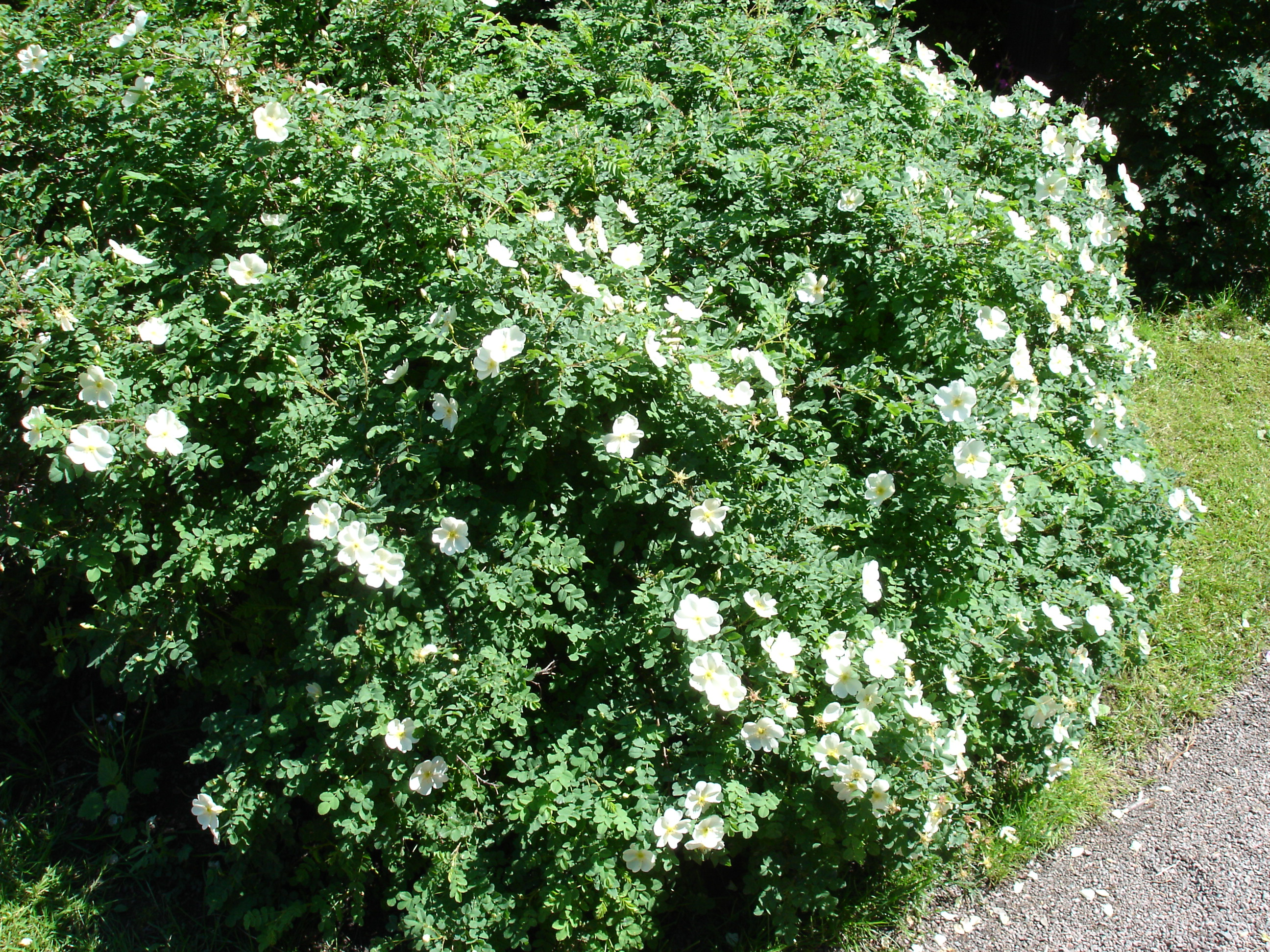
Strauchförmiger Habitus

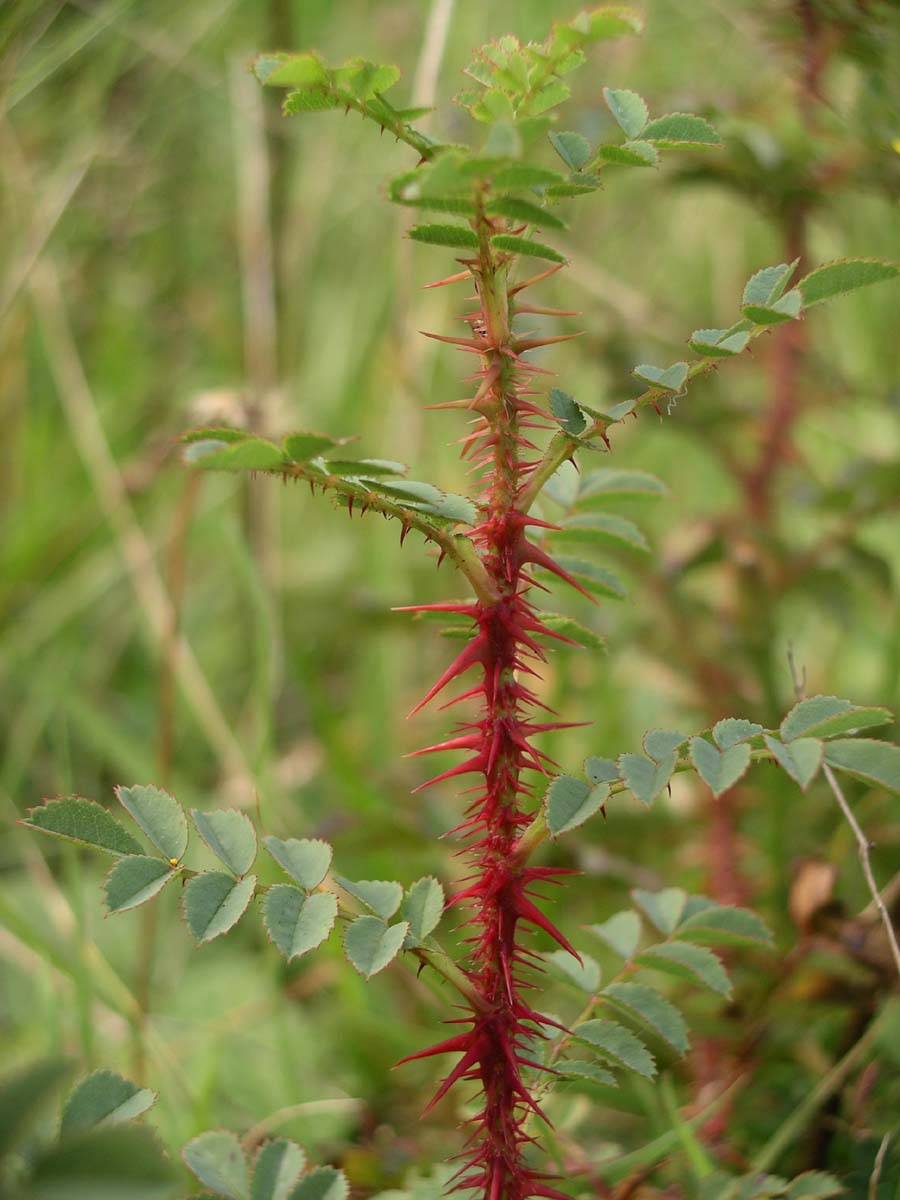
Bewehrung

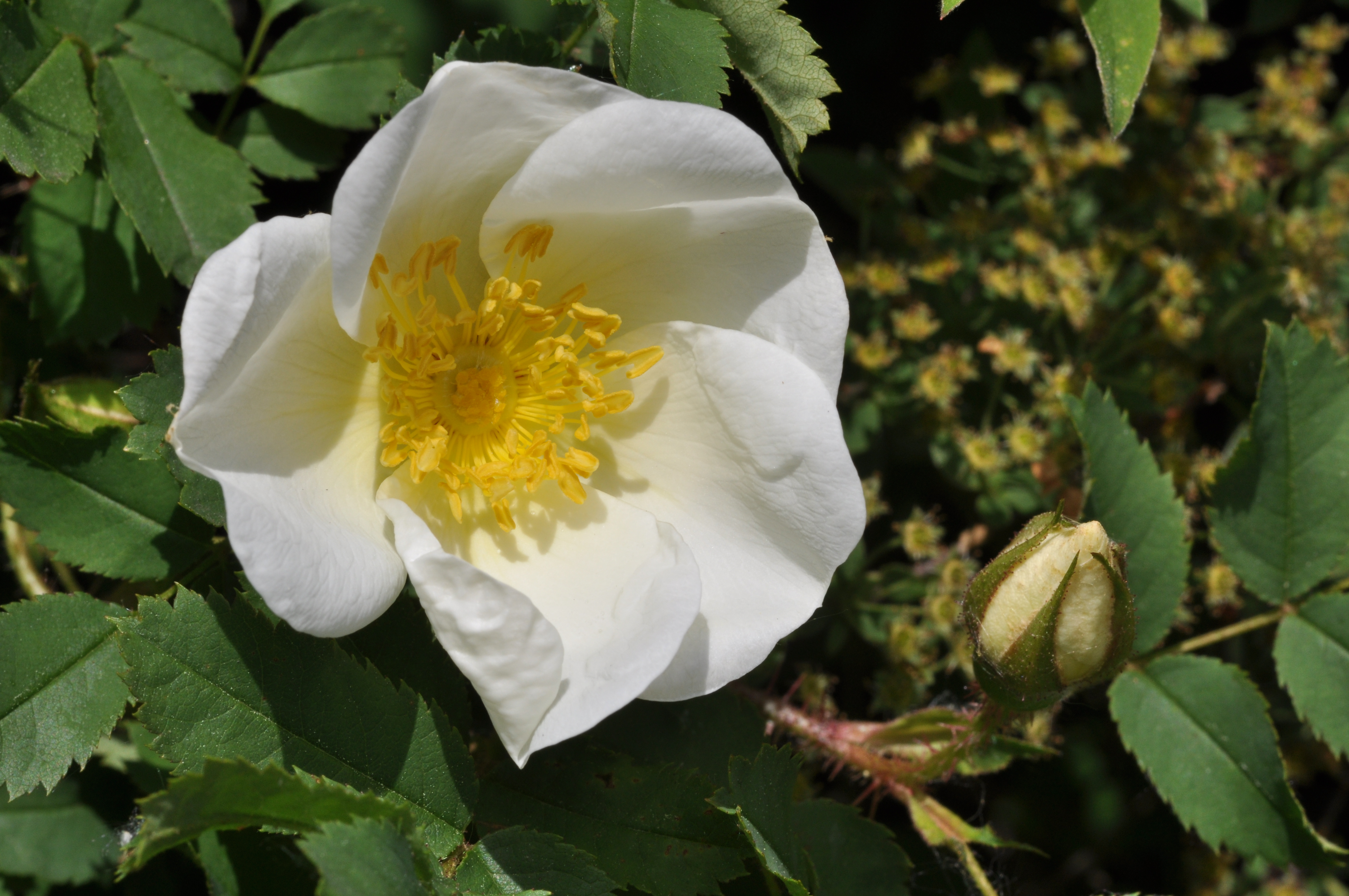
Blüte

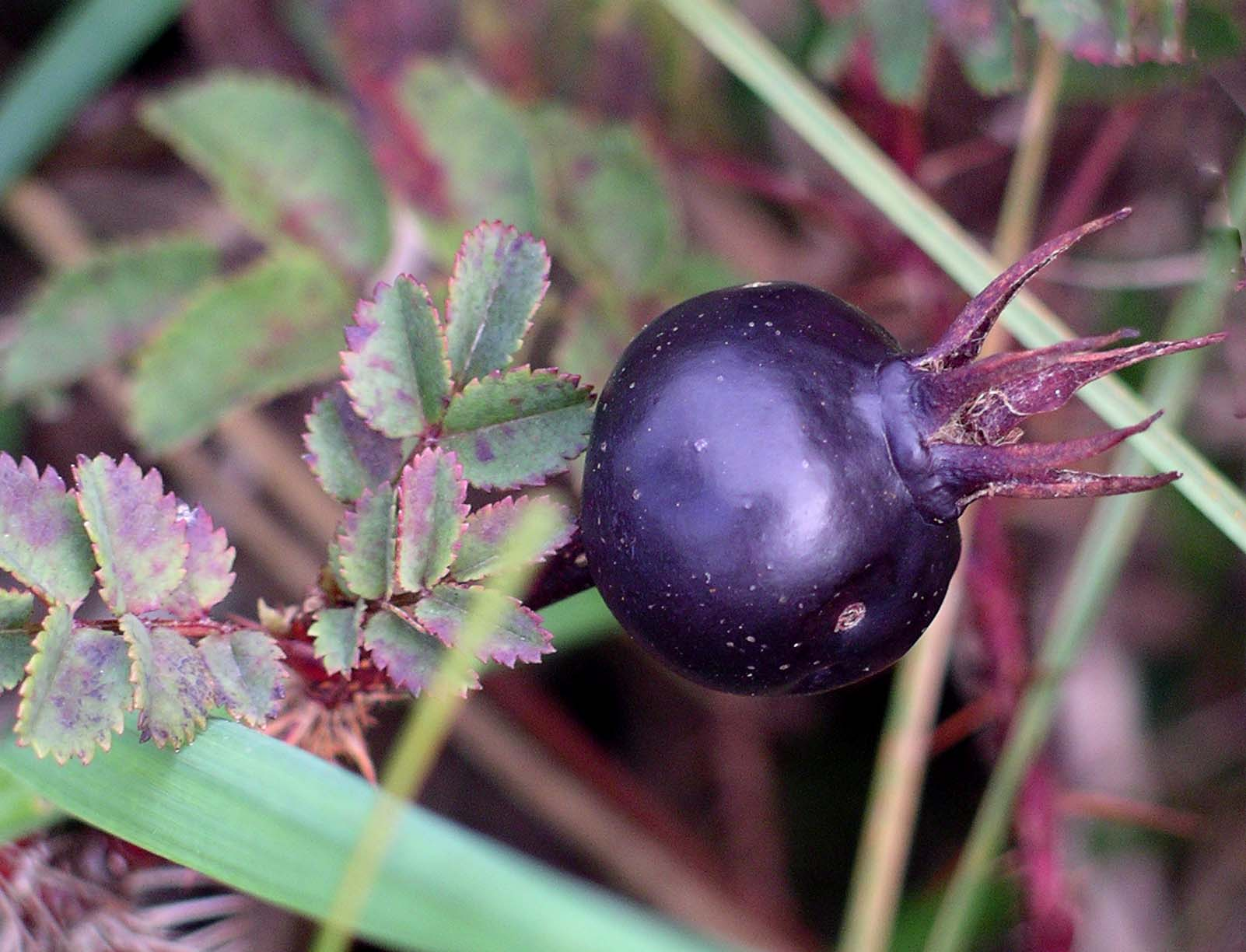
Hagebutte

### Erscheinungsbild
Die Bibernell-Rose wächst als Strauch, der Wuchshöhen von 30 bis 180 Zentimetern erreicht. Die unterirdischen Ausläufer stellen die vegetative Ausbreitung sicher. Die aufrechten bis aufsteigenden, stark verzweigten Äste besitzen eine dunkelbraune Rinde. Die Zweige besitzen eine bräunliche Rinde und sind dicht sowie etwas ungleich mit geraden, selten gekrümmten 5 bis 8 Millimeter langen Stacheln und derben, spitzen Borsten besetzt. Die Blütentriebe haben weniger und kürzere Stacheln als die Haupttriebe.

### Blätter
Die Laubblätter sind wechselständig angeordnet. Die matt- bis dunkelgrünen und kahlen Laubblätter sind selten fünf- bis meist sieben- bis elfteilig unpaarig gefiedert. Die Fiederblättchen weisen eine fast kreisrunde bis elliptische Form auf. Der Blattrand ist doppelt drüsig gesägt. Die Blattnervatur ist kaum sichtbar. Die Nebenblätter besitzen spitze Öhrchen und nur selten bilden sie eine drüsige Zähnung aus.

### Blüte und Frucht
Die Blüten stehen einzeln, jedoch relativ dicht und zahlreich an den kurzen Seitentrieben an einem drüsenlosen bis zerstreut stieldrüsigen 1,5 bis 2,5 Zentimeter langen Blütenstiel. Die leicht duftenden, zwittrigen Blüten sind bei einem Durchmesser von 4 Zentimetern radiärsymmetrisch und fünfzählig mit doppelter Blütenhülle. Die fünf Kelchblätter sind ganzrandig, etwa 1 Zentimeter lang und nach dem Abblühen zurückgeschlagen und ausgebreitet. Die fünf freien Kronblätter weisen eine reinweiße bis rötlich angelaufene Färbung auf. Der Griffel steht in einem sehr weiten Griffelkanal und ist durch ein breites, wolliges Narbenköpfchen verdeckt. Die Blütezeit erstreckt sich von Mai bis Juni.
Der Fruchtstiel ist meist länger als die kugelig zusammengedrückte oder flaschenförmige schwarze bis purpurschwarze Hagebutte.

### Chromosomenzahl
Die Chromosomenzahl beträgt 2n = 28.

## Ökologie
An ihren Standorten tritt die Bibernell-Rose oft in Kolonien auf. Die Koloniebildung ist auf die viele Meter langen Wurzelausläufer zurückzuführen. Als  Wurzelkriech-Pionier trägt die Pflanze mit ihren verzweigten Bodenausläufern zur Bodenfestigung bei. Das tiefreichende Wurzelsystem stellt eine wichtige Anpassung an den Standort Düne dar. Die sehr kleinen Blättchen und die ungewöhnlich dicht stehenden Stacheln und Borsten werden als schwach xerophytische Merkmale gedeutet.
Blütenökologisch handelt es sich um homogame „Pollen-Scheibenblumen“. Die Bibernell-Rose ist als Bienenweide von ökologischer Bedeutung. Die Hagebutten dienen Vögeln und Kleinsäugern als Nahrung.

## Vorkommen
Die Bibernell-Rose ist in Eurasien weitverbreitet. In Deutschland kommt die Bibernell-Rose hauptsächlich an der Nordseeküste und auf den Nordseeinseln vor. Ihr bevorzugter Standort sind dort die Kämme der Graudünen. Sie ist auch im Binnenland auf Silikat-Magerrasen Mittel- und Süddeutschlands, der Pyrenäen und Südalpen bis in Höhenlagen von 2000 Metern zu finden, dort jedoch relativ selten. Auch in den nördlichen Balkanländern besiedelt die Bibernell-Rose geeignete Standorte.
Natürliche Standorte der Bibernell-Rose sind sonnige Gebüsch- und Waldsäume, Kalk-Magerrasen (besonders an den Küsten in Dünensanden) auf trockenen, basenreichen, flachgründigen, steinig-sandigen Lehmböden. Sie ist eine Lichtpflanze, die stickstoffarme Standorte anzeigt. An Felsen weist sie standortbedingt extremen Zwergwuchs auf, bei Lichtmangel ist sie schwachwüchsig und blütenlos.
Die ökologischen Zeigerwerte nach Landolt & al. 2010 sind in der Schweiz: Feuchtezahl F = 2 (mäßig trocken), Lichtzahl L = 4 (hell), Reaktionszahl R = 4 (neutral bis basisch), Temperaturzahl T = 3+ (unter-montan und ober-kollin), Nährstoffzahl N = 2 (nährstoffarm), Kontinentalitätszahl K = 4 (subkontinental).
Die Bibernell-Rose kommt in trockenen Hecken und Gebüschen, Berberitzengebüschen (Berberidion), Schlehengesellschaften und Trockenwäldern vor. Sie kommt auch in Gesellschaften des Verbands Calamagrostion vor. Pflanzensoziologisch ist sie eine Ordnungskennart der Assoziation Dünenweidengebüsche (Salicetum arenariae). Das Dünenrosengebüsch (Roso pimpinellifolii-Salicetum arenariae) besiedelt gewöhnlich südexponierte Hänge der Graudünen. In der Krautschicht dominieren Arten der Strandhaferfluren. Insbesondere acidophytische Arten, wie Hunds-Veilchen, Echter Ehrenpreis oder Feld-Hainsimse sind typische Begleiter.
Die Bibernell-Rose wird häufig kultiviert und wird deshalb im Binnenland oft an Straßen und als Hecken gepflanzt und dadurch gelegentlich eingebürgert. Indigene (d. h. natürliche) Vorkommen sind im Binnenland dagegen selten.

## Schutz
Die Bibernell-Rose wird an ihren angestammten Standorten häufig von schneller wachsenden Wildrosenarten verdrängt. Auf einigen Inseln, beispielsweise Amrum gibt es deshalb Initiativen, die die ökologischen Nischen der Dünenrose regelmäßig entbuschen.

## Systematik
Die Erstveröffentlichung unter dem heute gültigen Namen Rosa spinosissima erfolgte 1753 durch Carl von Linné. erstmals wissenschaftlich beschrieben. Sie ist häufig unter dem Namen Rosa pimpinellifolia L. in der Literatur zu finden.
Es sind mehrere Varietäten beschrieben worden:
- Rosa spinosissima var. altaica (Willdenow) Rehd.
- Rosa spinosissima L. var. spinosissima
- Rosa spinosissima var. altaica (Willd.) Rehd.
- Rosa spinosissima var. altaica-balcana hort.
- Rosa spinosissima var andrewsii Willm.
- Rosa spinosissima var. australis Rouy

## Verwendung

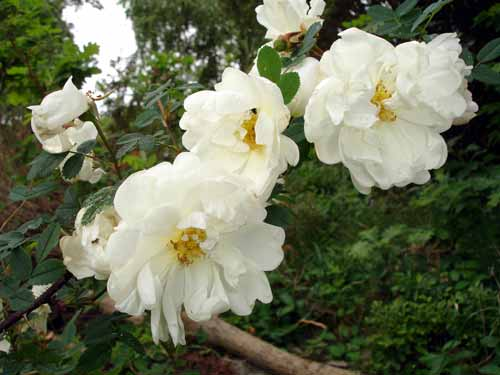
Die Sorte Rosa spinosissima 'Plena'

Die Dünenrose wird als Zierpflanze in Gärten und Parks gepflanzt.
Die Bibernell-Rose wird in Mitteleuropa seit dem 16. Jahrhundert als Zierpflanze kultiviert. Es handelt sich um eine formenreiche Art, die mit anderen Arten hybridisiert und zu Kreuzungen mit Gartenrosen herangezogen wurde. So sind viele Sorten mit weißen, rosa und gelben, aber auch mit gefüllten Blüten entstanden.
In der Landschaftspflege wird sie zur Böschungsbefestigung (Rosa spinosissima var. altaica) und Rekultivierung eingesetzt.
Die Hagebutten sind sehr vitaminreich und  zur Gewinnung von Hagebutten-Tee, Konfitüre, Marmelade,  Gelee, Saft, Sirup und Gebäckfüllungen gut geeignet. Auch die Herstellung von Wein, Schnaps und Likör ist möglich.

### Sorten (Auswahl)
- ‘Double Yellow’, mit goldgelben Kronblättern.
- ‘Single Red’, mit roten Kronblättern.
- ‘Red Nelly’, mit roten Kronblättern.
- ‘Stanwell Perpetual’, Züchtungsjahr 1838, mit zartrosanen Kronblättern, öfterblühend.

## Die Dünenrose in der Literatur
Die niederländische Schriftstellerin Vonne van der Meer rückt in ihrem Roman Inselgäste (dt. 2001) das Ferienhaus „Dünenrose“ und seine Gäste ins Zentrum der Handlung.